# Provinz Neuostpreußen

Neuostpreußen (grün), Ostpreußen (rot), Westpreußen (gelb), Südpreußen (blau). Im Osten Russland (beige). Englische Karte von 1810

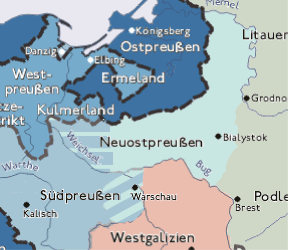
Preußische Erwerbungen der Dritten Teilung Polens (türkis). Das Gebiet um Warschau erhielt Südpreußen (schräge Schraffur), die Kreise nördlich der Weichsel (waagrechte Schraffur) kamen von Südpreußen zum neu geschaffenen Neuostpreußen

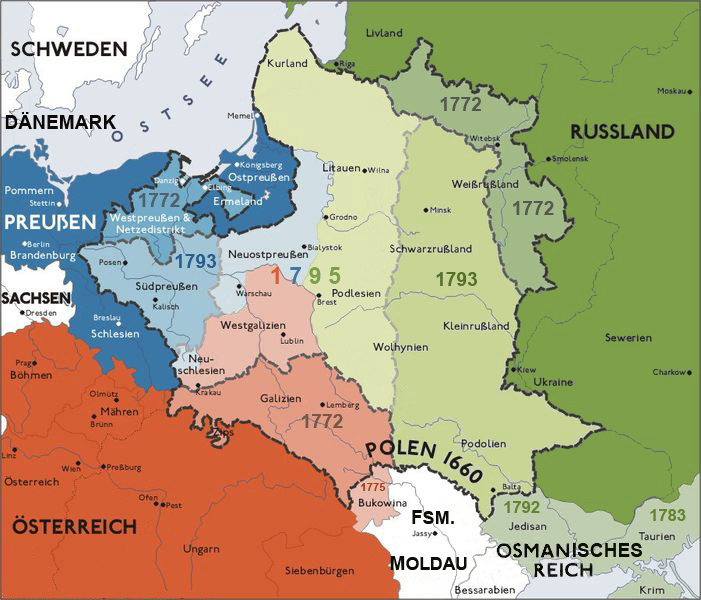
Die Teilungen Polens 1772, 1793 und 1795

Die Provinz Neuostpreußen (polnisch Prusy Nowowschodnie) war von 1795 bis 1807 eine Provinz des Staates Preußen. Die Provinz wurde nach der Dritten Teilung Polens (1795) geschaffen. Das bis dahin polnische Gebiet um Warschau südlich von Weichsel und Bug ging im Zuge der Teilung zur Provinz Südpreußen. Die nördlich (rechts) der Weichsel gelegenen südpreußischen Kreise kamen zu Neuostpreußen. Neuostpreußen umfasste in etwa die historischen Woiwodschaften Podlachien und Masowien zwischen Ostpreußen und den Flüssen Memel und Bug. 1806 lebten in Neuostpreußen auf einem Gebiet von knapp 55.000 km² etwa 900.000 Einwohner.

## Entstehung
Bereits 1793 hatten sich Preußen und Russland über die Zweite Teilung Polens verständigt, worauf sich das Verhältnis Preußens zu Russland und Österreich verschlechterte. Österreich konnte keinen Landgewinn verzeichnen. Der preußische König Friedrich Wilhelm II. († 1797) geriet 1794 durch den Kościuszko-Aufstand in kriegerische Auseinandersetzungen mit aufständischen, nach Unabhängigkeit strebenden Polen. Die preußische Armee unter dem König selbst eroberte Krakau, belagerte aber Warschau vergeblich. Erst Russland gelang es, den Aufstand niederzuschlagen. Den Russen fiel damit die Entscheidung über die letzte Teilung Polens zu. Russland und Österreich gelangten im Petersburger Vertrag  vom 3. Januar 1795 zu einer Verständigung über die endgültige Teilung Polens. Am 24. Oktober 1795 trat auch Preußen dem Teilungsvertrag bei.

## Geografie
Preußen erhielt vom ehemaligen Polen-Litauen das Land nördlich des Bugs und südwestlich der Memel, Teile Nord-Masowiens mit Warschau, Ciechanów und Pultusk, Teile von Podlachien mit Białystok und Teile Litauens südlich der Memel. Das entspricht den vorherigen Woiwodschaften Masowien, Podlachien und Troki (litauisch Trakai).
Die Stadt Warschau wurde Preußen zugeschlagen, da weder Russland noch Österreich über die aufständische Stadt herrschen wollten. Anders als oft dargestellt, wurde sie Teil der Provinz Südpreußen, da die Weichsel und der Bug die Südgrenze von Neuostpreußen bildeten.
Nach außen hin lag Neuostpreußen südöstlich von Ostpreußen sowie östlich von Südpreußen, das Preußen bereits durch die Zweite Polnische Teilung zugeschlagen worden war. Südlich von Neuostpreußen lag das österreichische Westgalizien, das Österreich ebenfalls durch die Dritte Teilung Polens erhalten hatte. Östlich lagen das nun russische Polesien (nicht zu verwechseln mit Podlachien) und nordöstlich das nun russische Litauen.
Durch die Dritte Polnische Teilung erhielt Preußen neben Neuostpreußen auch das kleine Neuschlesien, einen Teil der Provinz Krakau zwischen Schlesien, Südpreußen und Westgalizien (siehe auch Republik Krakau). Nach der dritten polnischen Teilung verschwand Polen für 123 Jahre von der politischen Landkarte und wurde erst 1918 wieder selbstständig.

## Name
Preußen bezeichnete die „neue Aquisitation“ erst seit dem 20. November 1796 per Kabinettsresolution als „Neuostpreußen“, eine Bezeichnung, die zuvor von der Bialystocker Kammerkommission für das von ihr verwaltete Gebiet eingeführt worden war. Ursprünglich sollte das neuerworbene Gebiet auf die benachbarten Departements aufgeteilt werden. Wegen der rückständigen Verhältnisse in diesen Gebieten wurde das auch aus Ersparnisgründen gefasste Vorhaben jedoch nicht verwirklicht.

## Bevölkerung
Preußen erhielt mit den beiden Provinzen 20 % des polnischen Staatsgebietes und 23 % der polnischen Bevölkerung. Durch Friedrich Wilhelms Erwerbung der Zweiten und Dritten Polnischen Teilung kamen auf 6 Millionen Preußen fast 2,5 Millionen gemischt ethnische Bewohner Polen-Litauens, was eine innere Schwächung Preußens bedeutete.
Zusätzlich erhöhte sich der Anteil der jüdischen Bevölkerung in der preußischen Monarchie um achtzig Prozent.

## Ende
Die Beziehungen Preußens zu Österreich erlitten durch die großen Gebietsgewinne Preußens einen Bruch. Die unstete Neutralitätspolitik des neuen, seit 1797 regierenden preußischen Königs Friedrich Wilhelms III. isolierten das Land zusätzlich. 1806 stand Preußen damit fast allein in der Vierten Koalition der Koalitionskriege Napoleon gegenüber und verlor nach der Schlacht bei Jena und Auerstedt im Frieden von Tilsit 1807 sämtliche linkselbischen Gebiete sowie den größten Teil der Landgewinne aus den Polnischen Teilungen.
Napoleon schlug im Frieden von Tilsit Neuostpreußen dem neu geschaffenen napoleonischen Satellitenstaat Herzogtum Warschau (in Personalunion mit dem Königreich Sachsen) zu, das als Pufferstaat gegenüber Russland wirkte. Der Kreis Białystok wurde dem Russischen Reich zugeschlagen. Neuostpreußen verschwand nach seiner kurzen zwölfjährigen Geschichte wieder von der politischen Landkarte. Nach dem Wiener Kongress 1815 wurde das Gebiet des ehemaligen Neuostpreußens dem neu geschaffenen Kongresspolen (in Personalunion mit Russland) zugeschlagen.

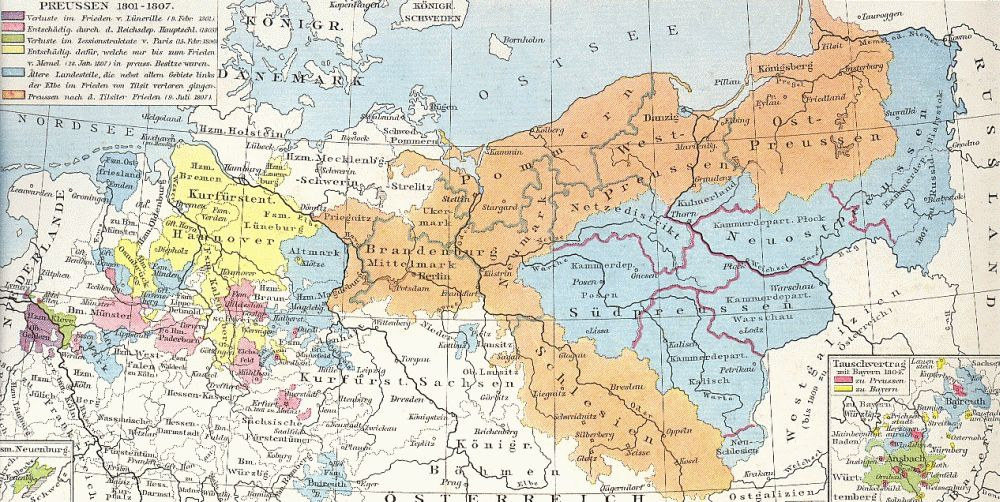
Preußen; blau: im Frieden von Tilsit verlorene Landesteile (1801–1807)
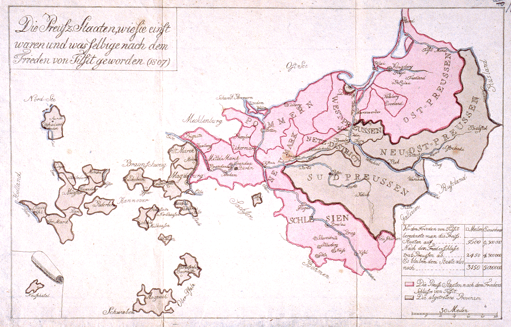
Preußen nach dem Frieden von Tilsit (1807)
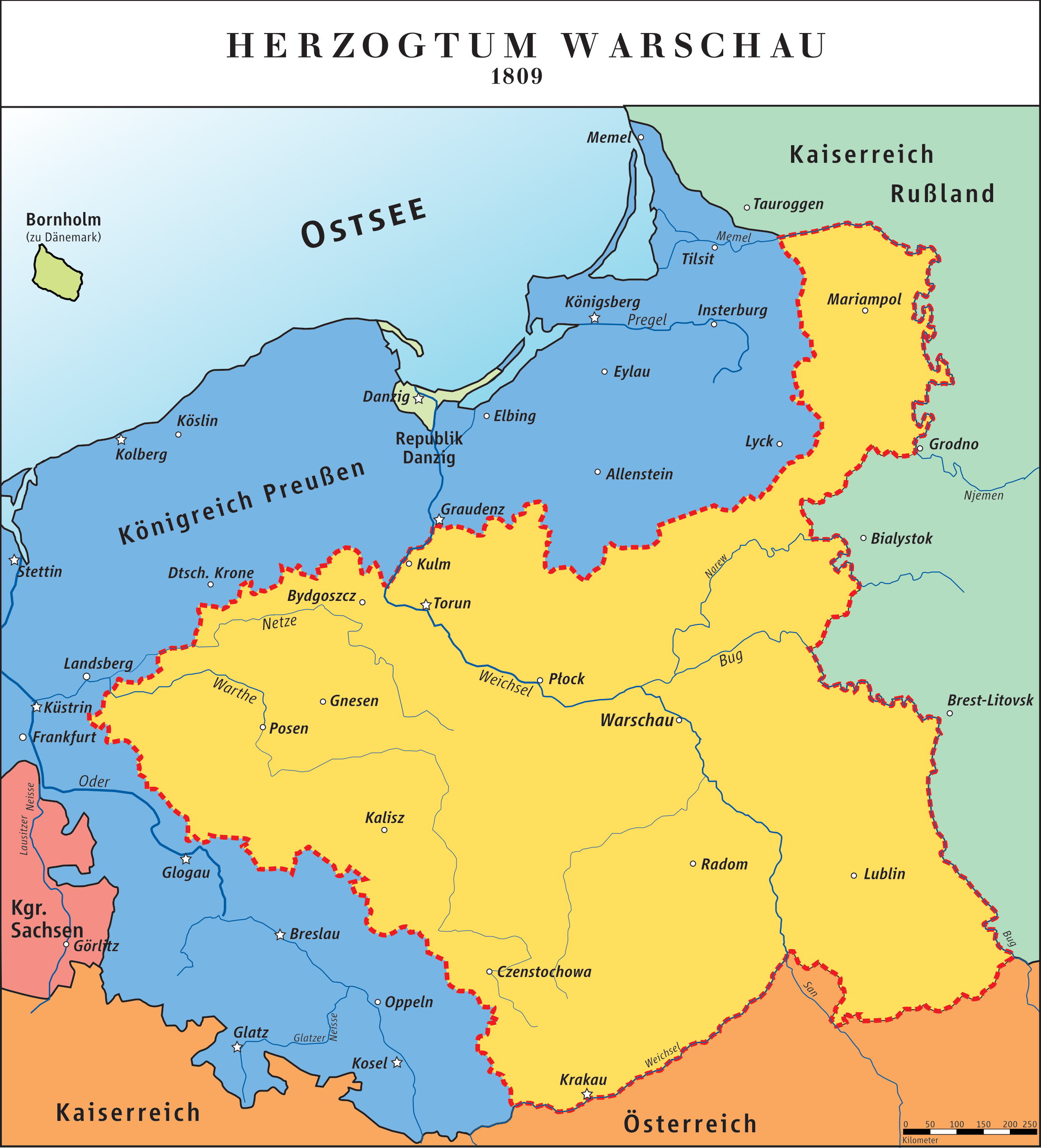
Herzogtum Warschau (1809)
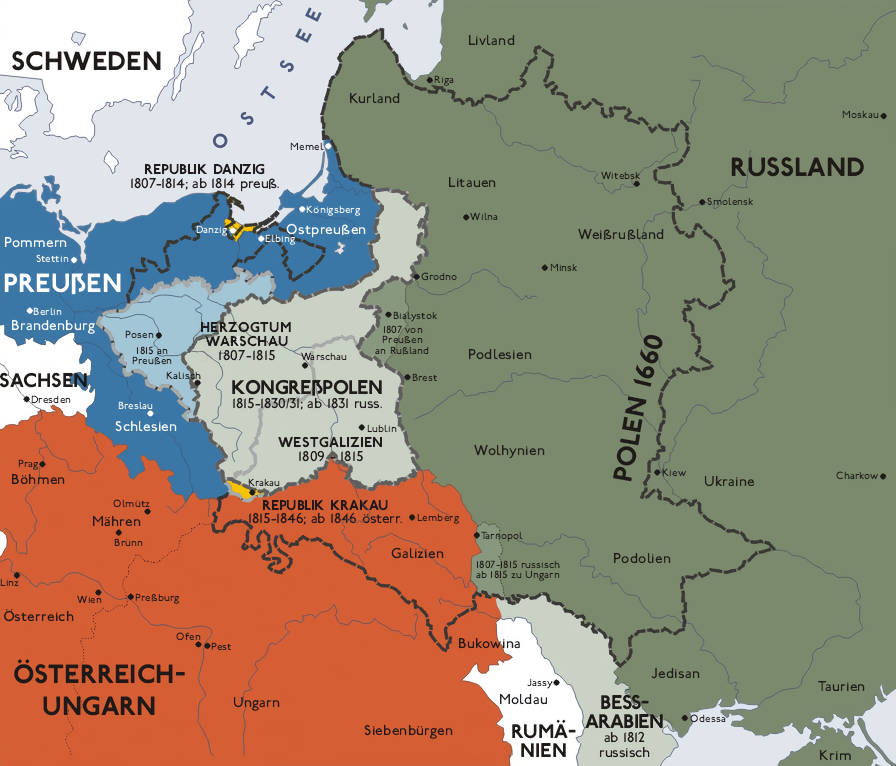
Kongresspolen 1815, u. a. der 1807 Russland zugeschlagene Kreis Białystok

## Verwaltung

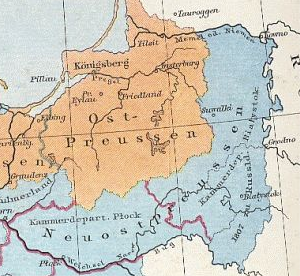
Die beiden Departments Bialystok im Osten und Plozk im Westen

### Administration
Militärgouverneur
1794–1796: Johann Heinrich von Günther
Provinzialminister, Oberaufseher
1796–1807: Friedrich Leopold von Schrötter

### Kammerdepartements
Im Jahr 1806 hatte Neuostpreußen in Bialystok und Plozk zwei Departments der Kriegs- und Domänenkammer mit 16 landrätlichen Kreisen:
Bialystok
Łomża
Drohiczyn
Bielsk
Suracz
Białystok
Goniądz (Bobrz)
Dąbrowa Białostocka (Dombrowa)
Wigry
Kalwaria
Mariampol
Plozk
Wyszogród mit der Stadt Plozk
Lipno
Mława
Przasnysz
Pułtusk
Ostrołęka